# Остен-Сакен, Карл Иванович
Барон, затем (1797) граф Карл Иванович Остен-Сакен (Karl Magnus Graf von der Osten-Sacken; 6 (17) апреля 1733 — 24 января (5 февраля) 1808) — русский дипломат. Приближённый и доверенное лицо Павла I.

## Биография
Родился 6 (17) апреля 1733 года. Отец его, барон Иоганн Густав, был президентом консистории острова Эзеля. Начав службу в коллегии иностранных дел, Карл Магнус в 1761 г. состоял переводчиком и 9 июля был произведён в титулярные советники, с назначением «в комнату великого князя Павла Петровича», при котором состоял более десяти лет.
По окончании воспитания цесаревича в 1773 году был назначен церемониймейстером, а два года спустя — русским посланником в Данию. Принимал участие в заключении морской конвенции 28 июля 1780 года.
В 1784 году Остен-Сакен был назначен воспитателем великого князя Константина Павловича, при котором состоял до середины 1797 года. Произведённый в день коронации императора Павла I (5 апреля 1797 г.) в действительные тайные советники, Остен-Сакен 8 июня того же года был уволен, по собственной просьбе, от службы, а на следующий день возведён в графское достоинство Российской империи.
Вслед за тем ему были пожалованы богатые имения в Белоруссии и Прибалтике, в которых с тех пор он преимущественно и жил до самой своей смерти. Современники думали, что Остен-Сакен удалился от двора из-за нерасположения к нему императрицы Марии Фёдоровны, в интригах против которой он принимал немалое участие. Умер и похоронен на мызе Кирна.

## Награды
- Орден Святой Анны (29 сентября 1779)
- Орден Святого Владимира 2-й степени (22 сентября 1784)
- Орден Святого Александра Невского (3 февраля 1796)